# Yuji Naka
Yuji Naka, född 17 september 1965 i Hirakata, Japan, är en japansk speldesigner, programmerare och spelproducent. Han är en av grundarna av företaget Sonic Team och en av skaparna av spelserien Sonic the Hedgehog. Naka är i vissa spel omnämnd som "YU2", som en referens till Yu Suzuki.
1990 började Naka tillsammans med Naoto Ohshima och Hirokazu Yasuhara jobba med Sonic the Hedgehog, det första spelet i serien. Sonic Team kom att kontrollera de flesta projekt som involverade Segas maskot. I mars 2006 utannonserades det att Naka skulle lämna Sega och grunda en egen spelstudio, Prope. Han har återkommit som konsult till olika Sega-spel, inklusive titlar i Sonic-serien.